# Albert Hagenbuch
Albert Hagenbuch (* 22. März 1913 in Frankenbach; † 25. Dezember 1997) war ein deutscher Kommunalbeamter.

## Werdegang
Hagenbuch arbeitete als Stadtamtmann. Am 20. März 1955 wurde er in einer Stichwahl mit 79 % Mehrheit zum Bürgermeister von Balingen gewählt. Am 1. Januar 1973 erhielt die Amtsbezeichnung Oberbürgermeister. Er blieb bis zum 12. Mai 1975 im Amt.
Von 1955 bis 1975 war er Vorsitzender des Zweckverbands Wasserversorgung Zollernalb. Von 1961 bis 1964 stellte er sich als Beisitzer der Dienststrafkammer beim Landgericht Tübingen zur Verfügung und von 1963 bis 1978 als Beisitzer der Disziplinarkammer beim Verwaltungsgericht Sigmaringen.

## Ehrungen
- Ehrenring der Stadt Balingen (1973)
- Ehrenbürger der Stadt Balingen (1975)
- Bundesverdienstkreuz am Bande (28. Oktober 1990)[1]